# Бенуа Микола Леонтійович
Микола Леонтійович Бенуа́ (нар. 13 липня 1813, Санкт-Петербург — пом. 23 грудня 1898, Санкт-Петербург) — російський архітектор, аквареліст, майстер декоративного мистецтва; академік з 1847 року, професор з 1957 року і почесний член з 1896 року Петербурзької академії мистецтв, голова Петербурзького товариства архітекторів у 1890—1893 роках. Батько архітектора Леонтія Бенуа та художників Альберта і Олександра Бенуа.

## Біографія
Народився 1 [13] липня 1813 року в Санкт-Петербурзі (тепер Російська Федерація). Протягом 1827—1836 років навчався в Петербурзькій академії мистецтв. Під час навчання отримав велику золоту медаль за проєкт училища правознавства. Протягом 1840—1846 років вивчав архітектуру у Франції, Італії, Німеччині.
Помер в Санкт-Петербурзі 11 [23] грудня 1898 року. Похований в крипті зведеного ним храму Відвідин на колишньому Виборгському католицькому цвинтарі у Санкт-Петербурзі.

## Споруди і проєкти
- в Санкт-Петербурзі збудував:
  - садибу Шереметьева на набережній річки Фонтанки;
  - будинок Кребера на розі вулиць Спаської і Надеждинської;
  - будівлі Товариства взаємного поземельного кредиту на Адміралтейській набережній;
- в Петергофі збудував придворні стайні, пошту, вокзал Новий Петергоф, Фрейлінські корпуси, шпиталь, Кавалерський будинок, Офіціантський будинок, Верхньосадський будинок, будинок вартового в парку, каскад драконів.
- в Україні:
  - церква в маєтку М. Павлова (тепер у складі Павлограда; 1847—1862);
  - проєкт церкви для садиби А. Шидловського на Харківщині (1846);
  - садиба Попова у Василівці (1864—1884).

Спроєктував пам'ятник на могилі українського художника Василя Штернберга в Римі (1845). Автор садибного комплексу у селі Високому, театру в Ґельсінфорсі.

## Вшанування пам'яті
На честь архітектора названий астероїд головного поясу 5419 Бенуа, відкритий 29 вересня 1981 року.